# Kōdai Tsukakoshi
Kōdai Tsukakoshi (jap. 塚越広大 Tsukakoshi Kōdai; ur. 20 listopada 1986 r. w prefekturze Tochigi) – japoński kierowca wyścigowy.

## Kariera

### Formuła 3
Po zakończeniu kariery kartingowej, Kōdai w roku 2004 zadebiutował w wyścigach open-wheel, w serii Formuła Dream. W kolejnych trzech sezonach brał udział w Japońskiej Formule 3. W pierwszym podejściu zmagania zakończył na 14. pozycji (w zespole M Tec). W drugim i trzecim natomiast był piąty (reprezentował wówczas odpowiednio Honda Team Mugen i Honda Team Real). 
Na zakończenie sezonów 2006 i 2007, wystartował w prestiżowym wyścigu o Grand Prix Makau (pierwszym razem rywalizacji nie ukończył, natomiast w drugim podejściu zajął świetne drugie miejsce, wraz z brytyjską ekipą Manor Motorsport).
W roku 2008 awansował do Formuły 3 Euroseries. Startując w barwach ekipy Manor Motorsport, rywalizację ukończył z 6. lokatą, w końcowej klasyfikacji. W ciągu sezonu, Japończyk siedmiokrotnie dojechał na punktowanej pozycji, z czego czterokrotnie na drugim miejscu. Z brytyjską stajnią wziął udział również w prestiżowym wyścigu Masters of Formula 3. Zmagań w nim jednak nie ukończył. 

### Formuła Nippon
W sezonie 2009, Tsukakoshi zadebiutował w Formule Nippon. Reprezentując barwy zespołu HFDP Racing, został w niej sklasyfikowany na 7. miejscu. W kolejnym roku startów nie odnotował progresji i zajął 9. lokatę. 

### Super GT
W roku 2008 zadebiutował w wyścigach samochodów sportowych - Super GT. Wystąpiwszy w jednym wyścigu, zdobył jeden punkt, dający mu w klasyfikacji końcowej 25. miejsce. W kolejnym sezonie wziął udział w dziewięciu wyścigach. Stanąwszy dwukrotnie na podium, został sklasyfikowany na 5. pozycji. W trzecim roku startów po raz pierwszy stanął na najwyższym stopniu podium. Ostatecznie w generalnej klasyfikacji zajął 3. lokatę. W sezonie 2010 Kōdai wystąpił również w dwóch wyścigach Pucharu Fuji (połączenie Formuły Nippon i Super GT). Zdobyte punkty sklasyfikowały go na 5. miejscu, w ogólnej punktacji.